# Guy Gnabouyou
Guy Kassa Gnabouyou (Toulouse, Francia, 1 de diciembre de 1988) es un futbolista francés de origen marfileño. Juega de delantero y su actual equipo es el Kuala Lumpur FA de la Premier League de Malasia. 

## Clubes
| Club                  | País       | Año         |
| --------------------- | ---------- | ----------- |
| Olympique de Marsella | Francia    | 2008-2010   |
| US Orléans            | Francia    | 2010        |
| Paris Football Club   | Francia    | 2011        |
| FC Inter Turku        | Finlandia  | 2011 - 2013 |
| Kalloni FC            | Grecia     | 2014        |
| Sliema Wanderers      | Malta      | 2014 - 2015 |
| FC Inter Turku        | Finlandia  | 2015 - 2017 |
| Torquay United        | Inglaterra | 2017        |
| ÍBV                   | Islandia   | 2018        |
| Iraklis de Tesalónica | Grecia     | 2019        |
| FC Petrolul Ploieşti  | Rumania    | 2019        |
| Kuala Lumpur FA       | Malasia    | 2020-       |

## Palmarés
| Título               | Club                  | País    | Año  |
| -------------------- | --------------------- | ------- | ---- |
| Supercopa de Francia | Olympique de Marsella | Francia | 2010 |